# Pieter Cats

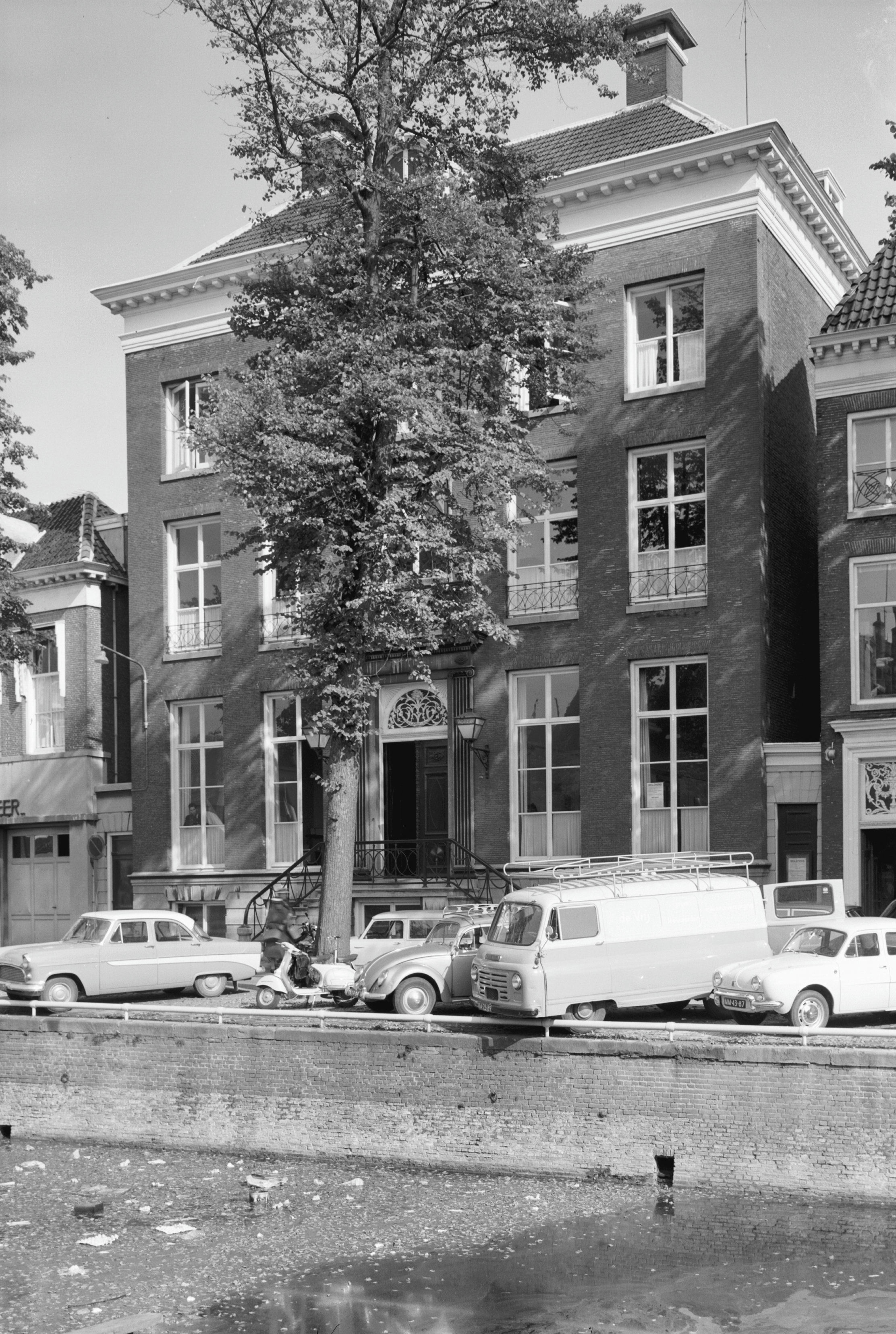
Het Catshuis in Leeuwarden

Pieter Cats (Leeuwarden, 13 januari 1763 – aldaar, 17 januari 1832) was een Fries koopman, politicus en bestuurder.

## Afkomst en gezin
Pieter Cats werd geboren in het welgestelde doopsgezinde gezin van de grondeigenaar Jentje Cats en Sjuwke Blok. Hij huwde te Leeuwarden op 25 januari 1789 met Rinske Heringa (1770-1834). Hun eerste kind overleed kort na de geboorte in 1792. In 1795 werd dochter Sjuwke Cats geboren en in 1798 volgde een zoon, Adrianus Heringa Cats. Deze werd advocaat en lid van de Provinciale Staten van Friesland. Sjuwke Cats trouwde in 1815 met de advocaat Johannes Bieruma Oosting. Het Tweede Kamerlid Jan Bieruma Oosting was hun zoon en dus de kleinzoon van Pieter Cats.

## Loopbaan
In de republiek waren doopsgezinden uitgesloten van het vervullen van openbare ambten. Met de vestiging van de Bataafse Republiek in 1795 verdween die uitsluiting en dat maakte voor Pieter Cats de weg vrij naar een bestuurlijke en politieke loopbaan. Van 31 juli 1798 tot 30 juli 1799 was hij voor het kiesdistrict Sneek lid van de Eerste Kamer van het Vertegenwoordigend Lichaam. Van 1803 tot 1806 was hij lid van de stedelijke raad van Leeuwarden. Hij werd daar in 1806 schepen en daarna van 1808 tot 1810 wethouder. In een Keizerlijk Decreet van 20 maart 1812 werd bekendgemaakt dat Cats, met dispensatie omdat hij geen jurist was, benoemd was tot hij president van de rechtbank van koophandel te Leeuwarden. Van 1812 tot 1821 was hij lid van de Leeuwarder municipale raad. In maart 1814 werd hij namens het departement Friesland benoemd tot lid van de Vergadering van Notabelen die zich uit moest spreken over het ontwerp van de Nederlandse Grondwet. Vanaf 1814 was hij actief in het bestuur van de provincie Friesland. Namens de steden (Leeuwarden) was hij van 19 september 1814 tot 15 april 1831 lid van de Provinciale Staten van Friesland en was van 25 september 1816 tot 1 juli 1822 lid van het college van Gedeputeerde Staten. Op 30 september 1816 trad hij vanwege deze benoeming af als president van de rechtbank van koophandel.
Pieter Cats werd in 1784 lid van de in 1782 opgerichte vrijmetselaarsloge "De Friesche Trouw. Zijn broers Epeus en Sible Cats werden lid in 1788 en 1789. Vlak voordat hij benoemd werd in de stedelijke raad van Leeuwarden, bedankte hij als lid van de loge.

## Patriot
Zoals zovele doopsgezinden stond de familie Cats sympathiek tegenover de patriottenbeweging. Zowel Pieter als zijn vader Jentje, zijn broer Sible en zijn oom Ulco Cats waren lid van de Leeuwarder volkssociëteit "Door Vrijheid en IJver", die ijverde voor de patriottische idealen. De sociëteit subsidieerde het in 1783 opgerichte Leeuwarder vrijkorps waarin Pieter officier werd. Nadat in 1787 de vrijkorpsen verboden werden, verdween ook de sociëteit. Sommige patriotten werden gevangengenomen of moesten vluchten. De gematigde patriot Pieter Cats bleef zijn zaken doen in Friesland en vond gelegenheid om in 1792 met zijn vrouw door Nederland te reizen.

## Welstand

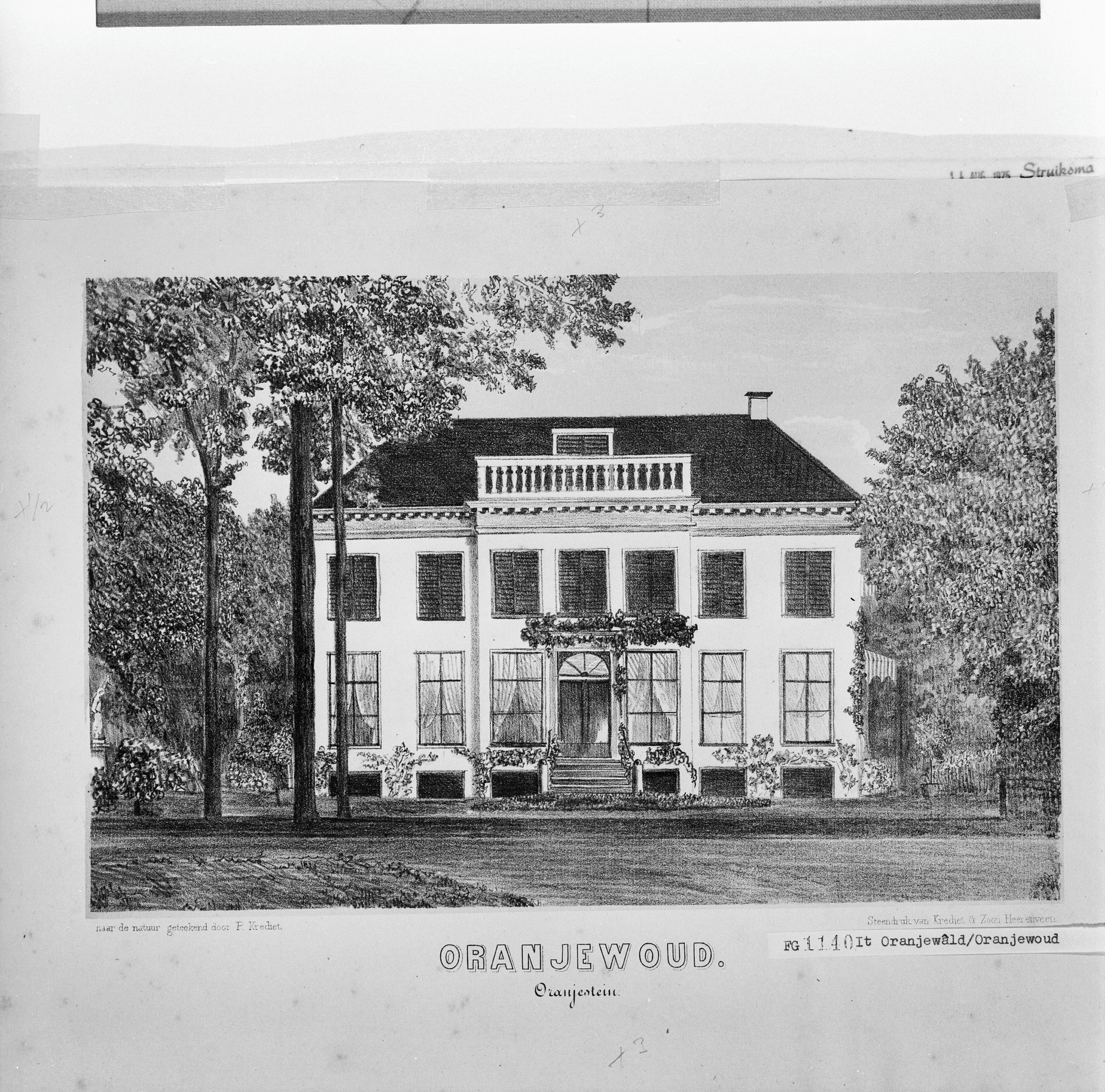
Huize Oranjestein

Pieter Cats was lakenkoopman en verdiende zijn geld met de handel in onroerend goed en het verstrekken van geldleningen en hypotheken. Echt rijk werd hij door te profiteren van de kelderende prijzen van het onroerend goed in 1796-1797. Cats staat op de vierde plaats van de "meest begoedigde" inwoners in "het Departement Vriesland" in 1813-1814. In 1805 kocht hij het uit de verbeurd verklaarde boedel van Willem V het Stadhouderlijk Hof in Leeuwarden met de bedoeling er te gaan wonen. Op 20 november 1804 werd hij eigenaar voor een bedrag van 42.000 gulden. Het was de bedoeling er zelf te gaan wonen en hij liet de balzaal, de kapel en de badkamer afbreken. De plannen veranderden en het Hof werd in 1807 weer verkocht.. In plaats hiervan liet hij aan de Nieuwestad te Leeuwarden een door de architect Jan Maaskamp in empirestijl herenhuis ontworpen bouwen. In 1820 werd Huize Oranjestein in Oranjewoud aangekocht en hij liet het ingrijpend verbouwen. Zijn weduwe, Rinske Heringa, overleed er in 1834.
Pieter Cats overleed in 1832 als miljonair en werd begraven te Huizum.